# Afirmação nietzscheniana
Afirmação nietzschiana (em alemão:  Bejahung), também conhecido como afirmação da vida, é um conceito da filosofia de Friedrich Nietzsche. O melhor exemplo desse conceito pode ser encontrado em A Vontade de Poder de Nietzsche:
Se afirmamos um único momento, afirmamos não apenas a nós mesmos, mas toda a existência. Pois nada é autossuficiente, nem em nós mesmos, nem nas coisas; e se nossa alma tremeu de felicidade e soou como uma corda de harpa apenas uma vez, toda a eternidade foi necessária para produzir este único evento—e neste único momento de afirmação toda a eternidade foi chamada de boa, redimida, justificada e afirmada.— Nietzsche, Friedrich A Vontade de Poder (Walter Kaufmann e R. J. Hollingdale traduziram). New York: Random House, 1967. páginas 532–533

## Oposição a Schopenhauer
Walter Kaufmann escreveu que Nietzsche "celebra os gregos que, enfrentando os terrores da natureza e da história, não buscaram refúgio em 'uma negação budista da vontade', como fez Schopenhauer, mas em vez disso criaram tragédias nas quais a vida é afirmada como bela Apesar de tudo." A negação da vontade de Schopenhauer era um dizer "não" à vida e ao mundo, que ele julgava ser uma cena de dor e mal. "[D]iretamente contra o lugar de Schopenhauer como o supremo negador da vida, Nietzsche se posicionou como o supremo afirmador…." A afirmação de Nietzsche sobre a dor e o mal da vida, em oposição a Schopenhauer, resultou de um transbordamento de vida. A defesa de Schopenhauer da abnegação e da negação da vida foi, de acordo com Nietzsche, muito prejudicial. Durante toda a sua vida madura, Nietzsche preocupou-se com os danos que pensava resultar do desgosto schopenhaueriano com a vida e de se voltar contra o mundo.

## Interpretação derrideana
Jacques Derrida aloca esse conceito e o aplica especificamente à linguagem, sua estrutura e jogo. Este aplicativo reconhece que não há, de fato, nenhum centro ou origem dentro da linguagem e suas muitas partes, nenhuma base firme a partir da qual basear qualquer Verdade ou verdades. Esse choque permite duas reações na filosofia de Derrida: a resposta mais negativa e melancólica, que ele designa como rousseauniana, ou a afirmação nietzschiana mais positiva. A perspectiva de Rousseau centra-se em decifrar a verdade e a origem da linguagem e seus muitos signos, ocupação muitas vezes exaustiva. A resposta de Derrida a Nietzsche, entretanto, oferece uma participação ativa com esses signos e chega, na filosofia derridiana, a uma resposta mais resoluta à linguagem.

Em "Structure, Sign and Play", Derrida articula a perspectiva de Nietzsche como:
... a afirmação alegre do jogo do mundo e da inocência do devir, a afirmação de um mundo de sinais sem culpa, sem verdade e sem origem que se oferece a uma interpretação ativa.
Essencialmente, Derrida não apenas fomenta o trabalho de Nietzsche, mas o desenvolve dentro da esfera da linguagem; ao fazê-lo, Derrida adquire e emprega o otimismo de Nietzsche em seu conceito de jogo: "a substituição de peças dadas e existentes, presentes" (292). Muito desse espírito reside no abandono de qualquer tipo de novo humanismo. Essa aceitação do inevitável permite um alívio considerável—evidente na designação da perda do centro como um não-centro—, bem como a oportunidade de afirmar e cultivar o jogo, que permite à humanidade e às humanidades "ir além do homem e do humanismo" (292).